# Pacharakorn Nilploypetch
Pacharakorn Nilploypetch (thailändisch พชรกร นิลพลอยเพชร; * 25. Juli 2002) ist ein thailändischer Fußballspieler.

## Karriere
Pacharakorn Nilploypetch spielt seit mindestens 2022 für den Dragon Pathumwan Kanchanaburi FC. Am Ende der Saison 2022/23 feierte er mit dem Verein aus Kanchanaburi die Meisterschaft der Western Region der dritten Liga sowie den Aufstieg in die zweite Liga. Sein Zweitligadebüt gab Nilploypetch am 4. November 2023 (11. Spieltag) im Heimspiel gegen den Nakhon Ratchasima FC. Bei dem 1:1-Unentschieden wurde er in der 82. Minute für Jirasak Kumthaisong eingewechselt. Am 15. Juni 2024 stand er mit Kanchanaburi im Finale des FA Cup. Das Spiel gegen den Erstligisten Bangkok United verlor man nach Elfmeterschießen. Nach insgesamt 17 Ligaspielen wurde sein Vertrag im Dezember 2024 nicht verlängert. Im Januar 2025 schloss er sich dem in der Central Region spielenden Drittligisten Angthong FC an.

## Erfolge
Dragon Pathumwan Kanchanaburi FC
- Thai League 3 – West: 2022/23  ▲
- Thailändischer Pokalfinalist: 2023/24